# Леон Мба
Габриел Леон М'ба (на френски: Gabriel Léon M'ba) (9 февруари 1902, Либревил – 28 ноември 1967, Париж) е габонски политик, по произход от народността фанг. 
Той е първият президент на Габон (1961 – 1967) и преди това първият премиер на страната (1959 – 1961).
Кмет е на столицата Либревил (1956 – 1957). Министър-председател е на Автономна република Габон (от Френската общност) от 27 февруари 1959 до 21 февруари 1961 г.
След придобиване на независимост от Франция (1960) е избран за президент на Габон на 12 февруари 1961 г. М'ба е преизбран за президент през март 1967 г. Умира на 28 ноември същата година. Негов наследник става тогавашният вицепрезидент Албер-Бернар Бонго.